# Lake Dalecarlia (Indiana)
Lake Dalecarlia es un lugar designado por el censo ubicado en el condado de Lake en el estado estadounidense de Indiana. En el Censo de 2010 tenía una población de 1355 habitantes y una densidad poblacional de 377,19 personas por km².

## Geografía
Lake Dalecarlia se encuentra ubicado en las coordenadas 41°20′6″N 87°23′53″O / 41.33500, -87.39806. Según la Oficina del Censo de los Estados Unidos, Lake Dalecarlia tiene una superficie total de 3.59 km², de la cual 2.93 km² corresponden a tierra firme y (18.53%) 0.67 km² es agua.

## Demografía
Según el censo de 2010, había 1355 personas residiendo en Lake Dalecarlia. La densidad de población era de 377,19 hab./km². De los 1355 habitantes, Lake Dalecarlia estaba compuesto por el 97.34% blancos, el 0.22% eran afroamericanos, el 0.15% eran amerindios, el 0.07% eran asiáticos, el 0% eran isleños del Pacífico, el 1.11% eran de otras razas y el 1.11% pertenecían a dos o más razas. Del total de la población el 3.39% eran hispanos o latinos de cualquier raza.